# Xylopia humblotiana
Xylopia humblotiana är en kirimojaväxtart som beskrevs av Henri Ernest Baillon. Xylopia humblotiana ingår i släktet Xylopia och familjen kirimojaväxter. Inga underarter finns listade i Catalogue of Life.